# Hyalinobatrachium mondolfii
Hyalinobatrachium mondolfii é uma espécie de anfíbio da família Centrolenidae. Pode ser encontrada na Colômbia, Venezuela, Guiana, Brasil e Bolívia.